# مكسيم فاديف
مكسيم «ماكس» ألكساندروفيتش فاديف (بالروسية: Макси́м Алекса́ндрович Фаде́ев) (من مواليد 6 مايو 1968) هو مغني وكاتب أغاني روسي وملحن ومنتج.

## السيرة الذاتية

### النشأة
ولد مكسيم فاديف في 6 مايو 1968 في كورغان ،كورغان أوبلاست، اتحاد الجمهوريات الاشتراكية السوفياتية. عندما كان طفلاً، التحق بمدرسة موسيقية في كورغان، وتعلم كيفية العزف على الجيتار. في وقت لاحق، التحق بجامعتين، كلاهما جامعة موسيقية، عندما كان عمره خمسة عشر عامًا فقط.
بدأ فاديف العمل مع موسيقيين محترفين في عام 1989، مثل لاريسا دولينا وفاليري ليونتيف. كان مدعومًا من قبل الممثل سيرجي كيريلوف، الذي قدم الدعم أيضًا لفاديف إلى عالم الموسيقى الاحترافي.

## المشاريع المدارة

### حاليًا
- يوليا سافيتشيفا
- غلوكوزا
- أليسا كوزيكينا
- نارجيز زاكيروفا
- مولي (أولغا سريبكينا)
- أوليج ميامي

### سابقًا
- ليندا
- إيراكلي بيرزالافا
- بيير نرجس
- كاتيا ليل
- لورا
- كونفوي
- بيرسي
- فيكتوريا إيلينسكايا
- ستار فكتوري 2
- ستار فكتوري 5
- فورن
- كيت-أل
- أولغا رومانوفسكايا
- توتال
- سيريبرو